# بينتالوفوس
بينتالوفوس (Πεντάλοφος) هي مدينة و مقر وحدة كاليثيا التابعة لبلدية أوريوكاسترو التابعة لمقاطعة سالونيك. تبعد 16 كيلومترًا شمال مدينة سالونيك، في الضواحي الغربية لمدينة سيفريو. إلى الغرب من المدينة يتدفق نهر غاليكوس.

## التاريخ
تم ذكر بنتالوفوس مع اسم غراديبوريو في السنوات الأولى للحكم التركي. اشتهرت المدينة بمصنع البارود المجاور حيث عمل العديد من السكان. في عام 1669، مُنحت امتيازات لسكان غراديبوري من الباب العالي، حيث كان واجبهم العناية بتنظيف قناة مياه مصنع البارود.
شاركت غرادبوري في الثورة اليونانية عام 1821.
في عام 1862 ورد أن هناك 79 عائلة مسيحية. تمكن البلغار من إنشاء مدرسة بلغارية. حتى أنهم أخذوا إحدى كنيستي القرية. عندما حاول الكوميتاجي احتلال الكنيسة الثانية أيضًا، وخو ما أثار رد فعل من السكان اليونانيين، وقررت السلطات العثمانية إغلاقها مؤقتًا. 
في عام 1953 تم تغيير اسم غراديبوريو إلى بينتافولوس. اليوم تنشط غيها جمعية بيناتفولوس الثقافية وجمعية دوكسا بنتافولوس للرياضات التعليمية .

## السكان
| التعداد | السكان |
| ------- | ------ |
| 1910    | 420    |
| 1913    | 822    |
| 1920    | 740    |
| 1928    | 907    |
| 1940    | 1.114  |
| 1951    | 1.236  |
| 1961    | 1.344  |
| 1971    | 1.353  |
| 1981    | 1.435  |
| 1991    | 1.563  |
| 2001    | 1.944  |
| 2011    | 2.022  |